# Leo Spitzer

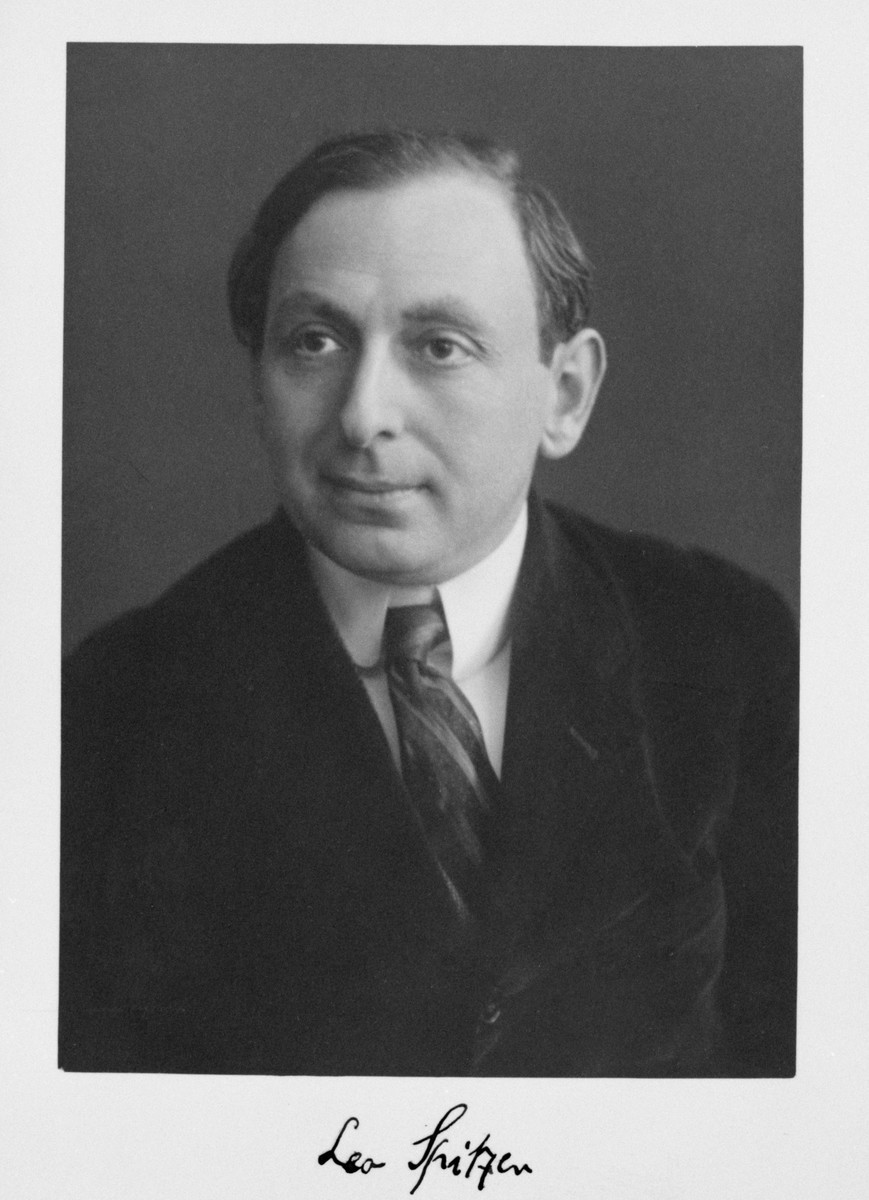
Siegfried Leo Spitzer

Siegfried Leo Spitzer (geboren 7. Februar 1887 in Wien, Österreich-Ungarn; gestorben 16. September 1960 in Forte dei Marmi, Italien) war ein österreichischer Romanist und Literaturtheoretiker mit amerikanischer Staatsbürgerschaft. Seine Arbeiten, besonders auf dem Gebiet der Textinterpretation und Stilistik waren bahnbrechend.

## Leben und Werk
Er ist der Sohn von Wilhelm Spitzer (1848–1919), einem Forstbesitzer und  Holzindustriellen aus Mähren und seiner Mutter Adele Wolf. Die Mutter starb früh und so wurde er vorwiegend von der Lebensgefährtin des Vaters, der Schauspielerin Antonie Janisch, auch kurz Tony genannt, erzogen.
Spitzer besuchte zunächst die Volksschule und später das k.k. Franz Joseph-Gymnasium in Wien. Nach der Matura begann er im Jahre 1906 mit dem Studium der romanischen Philologie. 
Als Schüler von Wilhelm Meyer-Lübke promovierte Leo Spitzer 1910 mit seiner Arbeit „Die Wortbildung als stilistisches Mittel exemplifiziert an Rabelais“. Spitzer lehrte zunächst als Privatdozent an der Universität Wien (1913) und war während des Ersten Weltkriegs bei der österreichischen Zensurbehörde tätig, wo er ab 1915 seine Zuständigkeit für die Briefe italienischer Kriegsgefangener für ausgiebige Analysen der Redensarten und Stilverfahren nutzte und somit die Diskursanalyse begründete. 1920 ging er nach Bonn und wurde 1925 ordentlicher Professor für romanische Sprachwissenschaft, zunächst an der Universität Marburg, dann (als Nachfolger von Etienne Lorck) an der Kölner Universität (1930). Dort war er auch an der Gründung des Portugiesisch-Brasilianischen Instituts (1932) beteiligt, das heute zu einem der wichtigen Zentren der deutschsprachigen Lusitanistik zählt.
Nach der Machtergreifung der Nationalsozialisten 1933 wurde er wegen seiner jüdischen Herkunft auf Grund des Berufsbeamtengesetzes entlassen und emigrierte 1933 nach Istanbul. Sein Schüler Hans Marchand folgte ihm ein Jahr später. Hier baute er einen Lehrstuhl für europäische Philologie auf und wurde Leiter der Fremdsprachenschule an der Universität. Spitzer beherrschte bis zu zehn Sprachen. 1936 ging er in die USA und übernahm an der Johns Hopkins University in Baltimore einen Romanistik-Lehrstuhl. 1955 erhielt Spitzer einen Antonio-Feltrinelli-Preis. 1956 wurde er emeritiert. Seit 1946 war er Mitglied der Accademia della Crusca in Florenz und seit 1958 korrespondierendes Mitglied der Heidelberger Akademie der Wissenschaften.
Entgegen seiner positivistisch geprägten Ausbildung schloss er sich in der Literaturforschung dem idealistischen Ansatz von Benedetto Croce und Karl Vossler an. Seine Methode geht von einer aufmerksamen, am Detail orientierten Lektüre aus, bei der das literaturwissenschaftliche und das sprachanalytische (linguistische) Textverständnis ineinander greifen bzw. sich zu einer stilistischen Auslegung der Literatur vereinen. Auf der Grundlage eines Vergleichs der formalen und sprachlichen Charakteristiken von Schriftstellern unterschiedlicher Epochen gelangt er so zu einer einheitlichen, allgemeingültigen Darstellung einzelner Autorenstile. Seine mehr intuitiv als empirisch vorgehende Textanalyse, die den kreativen Aspekt der Sprache hervorhebt, bezeichnet er selber als „Zirkel im Verstehen“.
Als sein Hauptwerk sind die beiden Bände der Stilstudien (1928) anzusehen.

## Leo-Spitzer-Preis
Seit 2013 verleiht die Universität zu Köln im Rahmen des Förderkonzeptes Zukunftspreise den Leo-Spitzer-Preis sowie den Leo-Spitzer-Preis für Nachwuchswissenschaftler*innen im Bereich Geistes- und Humanwissenschaften. Die Fördersummen betragen 80.000 bzw. 40.000 €.

## Schriften (Auswahl)
- Die Wortbildung als stilistisches Mittel exemplifiziert an Rabelais. Max Niemeyer, Halle 1910.
- Aufsätze zur romanischen Syntax und Stilistik. Max Niemeyer, Halle 1918.
- Fremdwörterhatz und Fremdvölkerhaß. Eine Streitschrift gegen die Sprachreinigung. Manzsche Hof-, Verlags- und Universitäts-Buchhandlung, Wien 1918.
- Studien zu Henri Barbusse. F. Cohen, Bonn 1920.
- Lexikalisches aus dem Katalanischen und den übrigen iberomanischen Sprachen. Leo S. Olschki, Genf 1921.
- Über die Ausbildung von Gegensinn in der Wortbildung. In: Ernst Gamillscheg und Leo Spitzer: Beiträge zur romanischen Wortbildungslehre. Leo S. Olschki, Genf 1921.
- Italienische Kriegsgefangenenbriefe. Materialien zu einer Charakteristik der volkstümlichen italienischen Korrespondenz. Peter Hanstein, Bonn 1921.
- Italienische Umgangssprache Kurt Schroeder, Bonn 1922.
- Stilstudien. Hueber, München 1928.
- Romanische Stil- und Literaturstudien. Elwert’sche Verlagsbuchhandlung, Marburg 1931.
- Racine et Goethe. In: Revue d’histoire de la philosophie et d’histoire générale de la civilisation 1.1933: S. 58–75.
- La enumeración caótica de la poesía moderna. Instituto de Filología, Buenos Aires 1945.
- Linguistics and Literary History. Princeton University Press, Princeton NJ 1948.
- Essays on English and American Literature. Hrsg. von Anna Granville Hatcher. Princeton University Press, Princeton NJ 1962.
- Classical and Christian Ideas of World Harmony: Prolegomena to an Interpretation of the Word „Stimmung“. Hrsg. von Anna Granville Hatcher; mit einem Vorwort von René Wellek. Johns Hopkins University Press, Baltimore 1963.
- Interpretationen zur Geschichte der französischen Lyrik. Hrsg. von Helga Jauß-Meyer u. Peter Schunk. Selbstverlag des Romanischen Seminars der Universität Heidelberg 1961. (Aus Tonbandaufnahmen erstelltes Skriptum einer Gastvorlesung im Sommersemester 1958 an der Universität Heidelberg)
- Der Stil Diderots (1948). In Jochen Schlobach (Hrsg.): Denis Diderot. Wissenschaftliche Buchgesellschaft, Darmstadt 1992, ISBN 3-534-09097-7.